# 9-я гвардейская истребительная авиационная дивизия
9-я гвардейская истребительная авиационная Мариупольско-Берлинская ордена Ленина Краснознамённая ордена Богдана Хмельницкого дивизия (9-я гв. иад) — воинское соединение вооружённых СССР, принимавшее участие в Великой Отечественной войне в составе 4-й, 8-й, 5-й и 2-й воздушных армий.

## Полное название
9-я гвардейская Мариупольско-Берлинская ордена Ленина Краснознаменная ордена Богдана Хмельницкого истребительная авиационная дивизия

## История
- сформирована как 216-я истребительная авиационная дивизия в мае 1942 года на базе управления ВВС 37-я армии.
- С 22.05.1942 года входила в состав 4-й воздушной армии.
- 13.12.1942 года преобразована в 216-ю смешанную авиационную дивизию.
- В действующей армии с 13.12.1942 года.
- Приказом НКО СССР № 234 от 17.06.43 г. после боев на Кубани преобразована в 9-ю гвардейскую истребительную авиационную дивизию.
- 9-я гвардейская истребительная авиационная Мариупольско-Берлинская ордена Ленина Краснознаменная ордена Богдана Хмельницкого дивизия 20 января 1949 года переименована в 237-ю гвардейскую истребительную авиационную Мариупольско-Берлинскую ордена Ленина Краснознаменную ордена Богдана Хмельницкого дивизию.

Дивизия известна как «дивизия Покрышкина»

## История наименований
- ВВС 37-й армии;
- 216-я истребительная авиационная дивизия;
- 216-я смешанная авиационная дивизия;
- 9-я гвардейская истребительная авиационная дивизия;
- 9-я гвардейская истребительная авиационная Мариупольская дивизия;
- 9-я гвардейская истребительная авиационная Мариупольская ордена Богдана Хмельницкого дивизия
- 9-я гвардейская истребительная авиационная Мариупольская Краснознамённая ордена Богдана Хмельницкого дивизия;
- 9-я гвардейская истребительная авиационная Мариупольская ордена Ленина Краснознамённая ордена Богдана Хмельницкого дивизия;
- 9-я гвардейская истребительная авиационная Мариупольско-Берлинская ордена Ленина Краснознаменная ордена Богдана Хмельницкого дивизия;
- 237-я гвардейская истребительная авиационная Мариупольско-Берлинская ордена Ленина Краснознаменная ордена Богдана Хмельницкого дивизия;
- 237-я гвардейская истребительная авиационная Мариупольско-Берлинская ордена Ленина Краснознаменная ордена Богдана Хмельницкого дивизия ВВС Балтийского флота;
- 237-я гвардейская истребительная авиационная Мариупольско-Берлинская ордена Ленина Краснознаменная ордена Богдана Хмельницкого дивизия ВВС Северного флота;
- Полевая почта 21221.

## Командование дивизии

### Командиры дивизии
| Звание                  | Имя                          | Период                  | Примечание |
| ----------------------- | ---------------------------- | ----------------------- | ---------- |
| Полковник               | Дзусов Ибрагим Магометович   | 17.06.1943 — 01.05.1944 |            |
| подполковник, полковник | Покрышкин Александр Иванович | 02.05.1944 — 11.05.1945 |            |
| Полковник               | Червяков Ефим Степанович     | 01.01.1951 — 01.08.1953 |            |

### Заместители командира дивизии
- Военный комиссар дивизии: полковник Д. К. Мачнев — (до конца войны)
- Начальник штаба дивизии: подполковник Ильенко Александр Никитович (май — ноябрь 1942 года)
- Начальник штаба дивизии: полковник Абрамович Борис Абрамович с ноября 1942 года до конца войны

## Состав дивизии
| Полк                                              | Период                  | Примечание                                                                                            |
| ------------------------------------------------- | ----------------------- | --- |
| 16-й гвардейский истребительный авиационный полк  | 17.06.1943 — 20.02.1949 | Переименован в 689-й гв. иап                                                                          |
| 42-й гвардейский истребительный авиационный полк  | 17.06.1943 — 01.08.1943 | Передан в состав 229-й иад 4 ВА                                                                       |
| 100-й гвардейский истребительный авиационный полк | 17.06.1943 — 20.02.1949 | Переименован в 789-й гв. иап                                                                          |
| 57-й гвардейский истребительный авиационный полк  | 17.06.1943 — 30.06.1943 | убыл в 6-й оутап                                                                                      |
| 101-й гвардейский истребительный авиационный полк | 17.06.1943 — 18.07.1943 | убыл в 25-й зиап                                                                                      |
| 104-й гвардейский истребительный авиационный полк | 21.08.1943 — 20.02.1949 | Переименован в 892-й гв. иап иап                                                                      |
| 821-й истребительный авиационный полк             | 19.07.1943 — 01.08.1943 | Передан в состав 229-й иад                                                                            |
| 288-й бомбардировочный авиационный полк           | 17.06.1943 — 03.09.1943 | расформирован, обращен на формирование 650-го отдельного ночного бомбардировочного авиационного полка |

## Боевой состав на 9 мая 1945 года

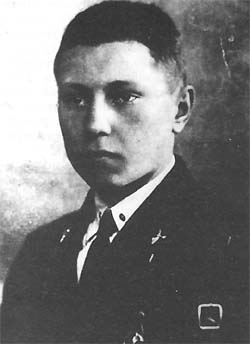
Командир дивизии А. И. Покрышкин

- 16-й гвардейский истребительный Сандомирский ордена Александра Невского авиационный полк
- 100-й гвардейский истребительный Ченстоховский орденов Богдана Хмельницкого и Александра Невского авиационный полк
- 104-й гвардейский истребительный Краковский ордена Александра Невского авиационный полк

## Участие в сражениях и битвах
- Воздушные сражения на Кубани — с 17 июня 1943 года по июль 1943 года
- Курская битва:
  - Белгородско-Харьковская операция — с 3 по 23 августа 1943 года.
- Днепровско-Карпатская стратегическая наступательная операция:
  - Кировоградская наступательная операция — с 5 по 16 января 1944 года.
  - Корсунь-Шевченковская операция — с 24 января по 17 февраля 1944 года.
  - Уманско-Ботошанская операция — с 5 марта по 17 апреля 1944 года.
- Львовско-Сандомирская операция — с 13 июля по 3 августа 1944 года.
- Карпатско-Дуклинская операция (Восточно-Карпатская операция) — с 27 по 28 октября 1944 года.
- Висло-Одерская операция:
  - Сандомирско-Силезская операция — с 12 января по 3 февраля 1945 года.
- Нижне-Силезская наступательная операция — с 8 по 24 февраля 1945 года.
- Осада Бреслау — с 23 февраля 1945 года по 6 мая 1945 года.
- Верхне-Силезская наступательная операция — с 15 по 31 марта 1945 года.
- Берлинская наступательная операция — с 16 апреля по 8 мая 1945 года.
- Пражская операция — с 6 по 11 мая 1945 года.

## Благодарности Верховного Главнокомандования
Воинам дивизии за отличия в боях объявлены благодарности Верховного Главнокомандования:
- За особое отличие в боях при овладении городом Барвенково, городом и важнейшим железнодорожным узлом Чаплино, важнейшим узлом железных дорог в Приазовье — городом Волноваха, при наступлении вдоль побережья Азовского моря и освобождении от немецких захватчиков крупного центра металлургической промышленности юга — города и порта Мариуполь[4].
- За отличие в боях при овладении городами Порицк, Горохов, Радзехов, Броды, Золочев, Буек, Каменка, городом и крупным железнодорожным узлом Красное и занятии свыше 600 других населенных пунктов[5].
- За овладение городом Сандомир и за овладение сандомирским плацдармом[6]
- За отличие в боях при овладении городами Ченстохова, Пшедбуж и Радомско[7].
- За отличие в боях при овладении городам Виттенберг — важным опорным пунктом обороны немцев на реке Эльба[8].
- За отличие в боях при разгроме берлинской группы немецких войск овладением столицы Германии городом Берлин — центром немецкого империализма и очагом немецкой агрессии[9].

## Герои Советского Союза

### Трижды Герои Советского Союза
- Покрышкин Александр Иванович, гвардии полковник, командир дивизии, Указом Президиума Верховного Совета СССР от 19 августа 1944 года удостоен звания трижды Герой Советского Союза. Золотая Звезда № 1.

| - Дмитрий Борисович Глинка - Речкалов Григорий Андреевич - Клубов Александр Фёдорович, капитан, помощник командира 16-го гвардейского истребительного авиационного полка по воздушно-стрелковой службе 9-й гвардейской истребительной авиационной дивизии 6-го гвардейского истребительного авиационного корпуса 2-й воздушной армии 27 июня 1945 года удостоен звания дважды Герой Советского Союза. Посмертно - Камозин Павел Михайлович |

| - Горегляд Леонид Иванович - Рыкачев Юрий Борисович - Клубов Александр Фёдорович, капитан, помощник командира 16-го гвардейского истребительного авиационного полка по воздушно-стрелковой службе 9-й гвардейской истребительной авиационной дивизии 6-го гвардейского истребительного авиационного корпуса 2-й воздушной армии 27 июня 1945 года удостоен звания дважды Герой Советского Союза. Посмертно - Бондаренко Василий Ефимович, старший лейтенант, командир звена 16-го гвардейского истребительного авиационного полка 9-й гвардейской истребительной авиационной дивизии 6-го гвардейского истребительного авиационного корпуса 2-й воздушной армии 27 июня 1945 года удостоен звания Герой Советского Союза. Золотая Звезда № 6596 - Голубев Георгий Гордеевич, старший лейтенант, командир звена 16-го гвардейского истребительного авиационного полка 9-й гвардейской истребительной авиационной дивизии 6-го гвардейского истребительного авиационного корпуса 2-й воздушной армии 27 июня 1945 года удостоен звания Герой Советского Союза. Золотая Звезда № 7622 - Исаев Николай Васильевич - Искрин Николай Михайлович - Карпович Викентий Павлович - Коваль Дмитрий Иванович - Комоса Анатолий Савельевич - Крюков Павел Павлович - Лукьянов Сергей Иванович, гвардии майор, командир эскадрильи 16-го гвардейского истребительного авиационного полка 9-й гвардейской истребительной авиационной дивизии 8-й воздушной армии 13 апреля 1944 года удостоен звания Герой Советского Союза. Золотая Звезда № 1321. - Павлов Григорий Родионович, заместитель командира эскадрильи 42-го гвардейского истребительного авиаполка 9-й гвардейской истребительной авиадивизии 4-й воздушной армии Северо-Кавказского фронта, гвардии старший лейтенант, Указом Президиума Верховного Совета СССР от 2 сентября 1943 года удостоен звания Героя Советского Союза. Золотая Звезда № 1152. - Селиверстов Кузьма Егорович - Старчиков Николай Алексеевич, старший лейтенант, командир эскадрильи 16-го гвардейского истребительного авиационного полка 9-й гвардейской истребительной авиационной дивизии 6-го гвардейского истребительного авиационного корпуса 2-й воздушной армии 27 июня 1945 года удостоен звания Герой Советского Союза. Золотая Звезда № 6053 - Сухов Константин Васильевич, старший лейтенант, командир эскадрильи 16-го гвардейского истребительного авиационного полка 9-й гвардейской истребительной авиационной дивизии 6-го гвардейского истребительного авиационного корпуса 2-й воздушной армии 27 июня 1945 года удостоен звания Герой Советского Союза. Золотая Звезда № 8023 - Трофимов Николай Леонтьевич, капитан, командир эскадрильи 16-го гвардейского истребительного авиационного полка 9-й гвардейской истребительной авиационной дивизии 6-го гвардейского истребительного авиационного корпуса 2-й воздушной армии 27 июня 1945 года удостоен звания Герой Советского Союза. Золотая Звезда № 6054 - Труд Андрей Иванович, гвардии лейтенант, заместитель командира эскадрильи 16-го гвардейского истребительного авиационного полка 9-й гвардейской истребительной авиационной дивизии 8-й воздушной армии 13 апреля 1944 года удостоен звания Герой Советского Союза. Золотая Звезда № 4090 - Фадеев Вадим Иванович - Фёдоров Аркадий Васильевич, гвардии капитан, заместитель командира эскадрильи 16-го гвардейского истребительного авиационного полка 9-й гвардейской истребительной авиационной дивизии 8-й воздушной армии 13 апреля 1944 года удостоен звания Герой Советского Союза. Золотая Звезда № 1322 - Фигичев Валентин Алексеевич - Дмитрий Борисович Глинка, капитан, помощник по Воздушно-Стрелковой Службе командира 100-го Гвардейского истребительного авиационного полка 9-й Гвардейской истребительной авиационной дивизии 4-й Воздушной Армии 24 августа 1943 года удостоен звания дважды Герой Советского Союза. Золотая Звезда № 2/9. - Гучёк Пётр Иосифович, старший лейтенант, командир звена 100-го гвардейского истребительного авиационного полка 9-й гвардейской истребительной авиационной дивизии 6-го гвардейского истребительного авиационного корпуса 2-й воздушной армии 27 июня 1945 года удостоен звания Герой Советского Союза. Посмертно - Дольников Григорий Устинович, генерал-полковник авиации, лётчик 100-го гвардейского истребительного авиационного полка 9-й гвардейской истребительной авиационной дивизии 6-го гвардейского истребительного авиационного корпуса 2-й воздушной армии 21 февраля 1978 года удостоен звания Герой Советского Союза. Золотая Звезда № 11289 - Иван Ильич Бабак, гвардии младший лейтенант, командир звена 100-го гвардейского истребительного авиационного полка 9-й гвардейской истребительной авиационной дивизии 8-й воздушной армии Южного фронта 1 ноября 1943 года удостоен звания Герой Советского Союза. Золотая Звезда № 1132 - Шаренко Василий Денисович, командир эскадрильи 100-го гвардейского истребительного полка 9-й гвардейской истребительной авиационной дивизии 8-й воздушной армии 4-го Украинского фронта 13 апреля 1944 года удостоен звания Герой Советского Союза. Золотая Звезда № 1323 - Петров Михаил Георгиевич, майор, командир эскадрильи 100-го гвардейского истребительного авиационного полка 9-й гвардейской истребительной авиационной дивизии 6-го гвардейского истребительного авиационного корпуса 2-й воздушной армии 27 марта 1996 года удостоен звания Герой России. Золотая Звезда № 260 - Тараненко Иван Андреевич, командир 298-го истребительного авиационного полка, подполковник, Указом Верховного Совета СССР 2 сентября 1943 года удостоен звания Герой Советского Союза. Золотая звезда № 1096 - Вильямсон Александр Александрович, капитан, командир эскадрильи 104-го гвардейского истребительного авиационного полка 9-й гвардейской истребительной авиационной дивизии 6-го гвардейского истребительного авиационного корпуса 2-й воздушной армии 27 июня 1945 года удостоен звания Герой Советского Союза. Золотая Звезда № 7875 - Вишневецкий Константин Григорьевич, командир эскадрильи 298-го истребительного авиационного полка, Указом Верховного Совета СССР 24 августа 1943 года удостоен звания Герой Советского Союза. Золотая звезда № 1134 - Дрыгин Василий Михайлович, старший лётчик 298-го истребительного авиационного полка 229-й истребительной авиационной дивизии 4-й воздушной армии Северо-Кавказского фронта, капитан, Указом Верховного Совета СССР 24 мая 1943 года удостоен звания Герой Советского Союза. Золотая звезда № 997 - Девятаев Михаил Петрович, командир звена 104-го гвардейского истребительного авиационного полка, гвардии старший лейтенант, Указом Верховного Совета СССР 15 августа 1957 года удостоен звания Герой Советского Союза. Золотая звезда № 11167 - Комельков Михаил Сергеевич, капитан, заместитель командира 104-го гвардейского истребительного авиационного полка 9-й гвардейской истребительной авиационной дивизии 6-го гвардейского истребительного авиационного корпуса 2-й воздушной армии 27 июня 1945 года удостоен звания Герой Советского Союза. Золотая Звезда № 6600 - Лиховид Михаил Степанович, заместитель командира эскадрильи 104-го гвардейского истребительного авиационного полка 9-й гвардейской истребительной авиационной дивизии 7-го истребительного авиационного корпуса 8-й Воздушной армии 1-го Украинского фронта, гвардии старший лейтенант, Герой Советского Союза, посмертно. - Семенишин Владимир Григорьевич, штурман 298-го истребительного авиационного полка 219-й бомбардировочной авиационной дивизии 4-й воздушной армии Северо-Кавказского фронта, майор, Указом Верховного Совета СССР 24 мая 1943 года удостоен звания Герой Советского Союза. Золотая звезда № 996 - Пилипенко Иван Маркович, командир эскадрильи 40-го истребительного авиационного полка 216-й истребительной авиационной дивизии 4-й воздушной армии Закавказского фронта, капитан, Указом Президиума Верховного Совета СССР от 13 декабря 1942 года за образцовое выполнение боевых заданий командования и проявленные при этом мужество и героизм посмертно присвоено звание Героя Советского Союза. |

## Награды
- 9-я гвардейская истребительная авиационная Мариупольская дивизия за образцовое выполнение заданий командования в боях с немецкими захватчиками при прорыве обороны немцев на Львовском направлении и проявленные при этом доблесть и мужество Указом Президиума Верховного Совета СССР от 9 августа 1944 года награждена орденом «Богдана Хмельницкого II степени»[10]
- 9-я гвардейская истребительная авиационная Мариупольская ордена Богдана Хмельницкого дивизия за образцовое выполнение заданий командования в боях с немецкими захватчиками при форсировании реки Одер юго-восточнее города Бреслау (Бреславль) и проявленные при этом доблесть и мужество Указом Президиума Верховного Совета СССР от 5 апреля 1945 года награждена орденом Красного Знамени[11].
- 9-я гвардейская истребительная авиационная Мариупольская Краснознаменная ордена Богдана Хмельницкого дивизия за образцовое выполнение заданий командования в боях с немецкими захватчиками при овладении городом Виттенберг и проявленные при этом доблесть и мужество Указом Президиума Верховного Совета СССР от 28 мая 1945 года награждена орденом Ленина[11].
- 16-й гвардейский истребительный авиационный Сандомирский полк за образцовое выполнение боевых заданий командования в боях при прорыве обороны немцев и разгроме войск противника юго-западнее Оппельна и проявленные при этом доблесть и мужество Указом Президиума Верховного Совета СССР от 26 апреля 1945 года награждён орденом Александра Невского[11].
- 100-й гвардейский истребительный авиационный Ченстоховский полк за образцовое выполнение боевых заданий командования в боях при прорыве обороны немцев на реке Нейссе и овладении городами Котбус, Люббен, Цоссен, Беелитц, Лукенвальде, Тройенбритцен, Цана, Мариенсфельде, Треббин, Рантсдорф, Дидерсдорф, Кельтов и проявленные при этом доблесть и мужество Указ Президиума Верховного Совета СССР от 26 мая 1945 года награждён орденом Александра Невского[11].
- 100-й гвардейский истребительный авиационный Ченстоховский ордена Александра Невского полк за образцовое выполнение боевых заданий командования при ликвидации группировки немецких войск, окружённой юго-восточнее Берлина, и проявленные при этом доблесть и мужество Указом Президиума Верховного Совета СССР от 4 июня 1945 года Указом Президиума Верховного Совета СССР награждён орденом Богдана Хмельницкого II степени[12][11].
- 104-й гвардейский истребительный авиационный Краковский полк за образцовое выполнение боевых заданий командования в боях с немецкими захватчиками при овладении городами Нейссе и Леобшютц и проявленные при этом доблесть и мужество 26 апреля 1945 года Указом Президиума Верховного Совета СССР награждён орденом Александра Невского[11].

## Почётные наименования
- 9-я гвардейская истребительная авиационная дивизия за особое отличие в боях при овладении городом Барвенково, городом и важнейшим железнодорожным узлом Чаплино, важнейшим узлом железных дорог в Приазовье — городом Волноваха, при наступлении вдоль побережья Азовского моря и освобождении от немецких захватчиков крупного центра металлургической промышленности юга — города и порта Мариуполь удостоена почетного наименования «Мариупольская»[13].
- 9-я гвардейская истребительная авиационная Мариупольская Краснознамённой орденов Ленина и Богдана Хмельницкого дивизия за отличие в боях при разгроме берлинской группы немецких войск овладением столицы Германии городом Берлин приказом НКО № 0111 от 4 июня 1945 года на основании приказа ВГК № 359 от 2 мая 1945 года удостоена почетного наименования «Берлинская».
- 16-й гвардейский истребительный авиационный полк за отличие в боях при форсировании реки Висла и за овладение городом Сандомир приказом ВГК № 0295 1 сентября 1944 года удостоен почетного наименования «Сандомирский».
- 100-му гвардейскому истребительному авиационному полку 19 февраля 1945 года за отличие в боях за овладение городами Ченстохова, Пшедбуж и Радомско приказом ВГК № 013 присвоено почетное наименование «Ченстоховский».
- 104-му гвардейскому истребительному авиационному полку 19 февраля 1945 года за отличие в боях при овладении древней столицей и одним из важнейших культурно-политических центров союзной нам Польши городом Краков — мощным узлом обороны немцев, прикрывающим подступы к Домбровскому угольному району Приказом ВГК № 015 от 19.02.1945 г. на основании приказа ВГК № 230 от 19.01.1945 г. присвоено почётное наименование «Краковский»[14].

## Итоги боевой работы дивизии
За время войны части дивизии произвели 33 654 боевых вылета, провели 1332 воздушных боя, в которых сбито 1147 вражеских самолётов.
Штурмовыми ударами было уничтожено на земле 66 самолётов, 420 танков и бронемашин, более 4000 автомашин и мотоциклов, около 80 паровозов, взорвано 26 складов с горючим и боеприпасами, убито более 16 тысяч солдат и офицеров противника

## Книги о боевом пути дивизии
- А. И. Покрышкин «Небо войны»
- Г. А. Речкалов «Дымное небо войны»
- В. И. Погребной «Человек из легенды»
- М. П. Девятаев «Полет к солнцу»
- Г. Г. Голубев "В паре с «Сотым»
- И. И. Бабак «Звезды на крыльях»
- Б. Т. Ковальковский «В небе Кавказа»
- Статьи и очерки Т. Братнина, А. Хоружего, В. Разумного, В. Степаненко, С. Гольберга, В. Короткова и других авторов в различных газетах, журналах, литературных сборниках.